# شبكيات الكبب
شبكيات الكبب (بالإنجليزية: Dictyoglomi)‏ هي شعبة من البكتيريا تضم جنس شبكية الكبة فقط وهو بدوره يضم نوعين من البكتيريا.